# Гран-при Адыгеи
Гран-при Адыгеи — ежегодная многодневная шоссейная велогонка, проходящая в Адыгее. Первоначально многодневка позиционировалась как прямой наследник Гран-при Сочи, проведение которого было затруднено олимпийской стройкой. Но в 2011 году за две недели до адыгейской была проведена и сочинская гонка.

## Призёры
| Год  | Победитель      | Второй           | Третий              |
| ---- | --------------- | ---------------- | ------------------- |
| 2010 | Виталий Попков  | Александр Шейдик | Валерий Валынин     |
| 2011 | Кирилл Синицин  | Сергей Фирсанов  | Евгений Решетко     |
| 2012 | Ильнур Закарин  | Сергей Фирсанов  | Александр Бударагин |
| 2013 | Андрей Хрипта   | Виталий Попков   | Ильнур Закарин      |
| 2014 | Ильнур Закарин  | Сергей Лагутин   | Сергей Фирсанов     |
| 2015 | Сергей Фирсанов | Сергей Николаев  | Максим Покидов      |